# سیارک ۸۹۰۹
سیارک ۸۹۰۹ (به انگلیسی: 8909 Ohnishitaka، نامگذاری:1995WL7) هشت هزار و نهصد و نهمین سیارک کشف شده‌است که در ۲۷ نوامبر ۱۹۹۵ کشف شد.
قدر مطلق سیارک برابر ۳۷.۱ است.